# Oldenlandiopsis
Oldenlandiopsis là một chi thực vật có hoa trong họ Thiến thảo (Rubiaceae).

## Loài
Chi Oldenlandiopsis gồm các loài: